# Eirenis occidentalis
Eirenis occidentalis ist eine ungiftige Schlangenart aus der Gattung der Zwergnattern (Eirenis) in der Familie der Nattern (Colubridae), genauer, der Unterfamilie der Eigentlichen Nattern (Colubrinae). Ihr Verbreitungsgebiet befindet sich im Nahen Osten.

## Merkmale
Eirenis occidentalis ist eine zierliche, gelbbraune Schlange und einer schwarzen Kappe am Kopf. Der Kopf ist mittelgroß und deutlich ausgeprägt. Hinter dem Kopf schließt sich ein dicker und dunkler Nackenkragen an, welcher sich zu den Flanken hin verjüngt. Der Halsbereich ist schmaler als der Kopf ausgeprägt. Sie erreicht eine Kopf-Rumpf-Länge von 30 bis 36 cm und wird in Ausnahmefällen bis zu 38 cm lang. Ihr Schwanz entspricht ca. 13 bis 19 % der Körperlänge und verjüngt sich in der Kloakenregion. Ihre Augen haben eine schwarzbraune Iris, eine hell umrandete runde Pupillen und sind mittelgroß, deutlich ausgeprägt und seitlich am Kopf platziert. Um die Augen und die vorderen oberen Lippen bis zur Schnauze befinden sich breite schwarze Unteraugenstreifen. Der schlanke Körperbau entspricht an der breitesten Stelle der Kopfbreite oder ist in Ausnahmen etwas breiter als der Kopf. Die Körperform ist oval mit einer leichten Verjüngung zum Schwanzbereich und an den Seiten leicht zusammengedrückt. Eirenis occidentalis ist gleichmäßig hellbraun oder gelblichbraun gefärbt. Der gleichmäßig schwarz gefärbte Kopf wird durch miteinander verschmelzende, schwarze Parietal- und Interokularbänder gebildet. Auf der Unterseite ist Eirenis occidentalis glänzend, ohne erkennbare Schillerung perlweiß bis rosa oder gelbbraun gefärbt.

### Ähnliche Arten
Eine ähnliche Schlangenart stellt die Persische Zwergnatter (Eirenis persicus) dar. Sie besitzt als Unterscheidungsmerkmal dunkle vordere Oberlippen und zwei hellere Oberlippen, die das Postocular berühren. Dagegen unterscheidet sich Eirenis occidentalis von anderen Arten der Gattung (Eirenis) dadurch, dass sie einen einheitlichen, fast vollständig schwarzen Kopf hat.

## Verbreitung
Eirenis occidentalis wurde im östlichen Teil des Taurusgebirges und im Südosten der Türkei nachgewiesen. Im Iran wurden Fundorte in der Provinz Kermanschah dokumentiert. Es wird angenommen das sich das Verbreitungsgebiet in die nördlichen Regionen von Syrien und dem Irak ausdehnt.

## Lebensraum und Lebensweise
Die Schlange besiedelt grasbewachsene Hügel und leicht bewaldete Habitate, welche zerstreut mit Gebüsch und Gräsern bewachsen sind. Die Fundorte wiesen eine Höhe von 500 bis 2.200 m auf. Eirenis occidentalis ist eine tag- und dämmerungsaktive Art, die sich tagsüber unter Steinen oder in trockenen Altgrasstreifen versteckt. Ihre Nahrung besteht aus verschiedenen Wirbellosen und Insekten.  Sie ist eine ovipare (eierlegende) Schlangenart. Über ihren Fortpflanzungszyklus ist wenig bekannt. Für den Menschen stellt sie keine Gefahr dar und wurde als scheue, harmlose und ungiftige Schlange eingestuft. Ihre Fortbewegung ist wie für viele Schlangenarten schlängelnd.